# World Badminton Grand Prix 2000
Der World Badminton Grand Prix 2000 war die 18. Auflage des World Badminton Grand Prix. Zum Abschluss der Serie fand ein Finale statt.

## Die Sieger
| Veranstaltung       | Herreneinzel         | Dameneinzel     | Herrendoppel                         | Damendoppel                     | Mixed                           |
| ------------------- | -------------------- | --------------- | ------------------------------------ | ------------------------------- | ------------------------------- |
| Korea Open          | Peter Gade           | Camilla Martin  | Lee Dong-soo Yoo Yong-sung           | Ra Kyung-min Chung Jae-hee      | Kim Dong-moon Ra Kyung-min      |
| Chinese Taipei Open | Peter Gade           | Mia Audina      | Candra Wijaya Tony Gunawan           | Ra Kyung-min Chung Jae-hee      | Michael Søgaard Rikke Olsen     |
| Swedish Open        | Rasmus Wengberg      | Kanako Yonekura | Kitipon Kitikul Khunakorn Sudhisodhi | Pernille Harder Jane F. Bramsen | Jonas Rasmussen Jane F. Bramsen |
| All England         | Xia Xuanze           | Gong Zhichao    | Ha Tae-kwon Kim Dong-moon            | Ge Fei Gu Jun                   | Kim Dong-moon Ra Kyung-min      |
| Swiss Open          | Xia Xuanze           | Dai Yun         | Ha Tae-kwon Kim Dong-moon            | Qin Yiyuan Gao Ling             | Kim Dong-moon Ra Kyung-min      |
| Polish Open         | Vladislav Druzchenko | Takako Ida      | Chang Kim Wai Hong Chieng Hun        | Haruko Matsuda Yoshiko Iwata    | Chen Qiqiu Chen Lin             |
| Japan Open          | Ji Xinpeng           | Gong Zhichao    | Candra Wijaya Tony Gunawan           | Ra Kyung-min Chung Jae-hee      | Liu Yong Ge Fei                 |
| Thailand Open       | Hendrawan            | Ye Zhaoying     | Zhang Jun Zhang Wei                  | Ge Fei Gu Jun                   | Zhang Jun Gao Ling              |
| Indonesia Open      | Taufik Hidayat       | Camilla Martin  | Candra Wijaya Sigit Budiarto         | Joanne Goode Donna Kellogg      | Simon Archer Joanne Goode       |
| Malaysia Open       | Taufik Hidayat       | Gong Zhichao    | Eng Hian Flandy Limpele              | Gu Jun Ge Fei                   | Kim Dong-moon Ra Kyung-min      |
| US Open             | Ardy Wiranata        | Choi Ma-ree     | Graham Hurrell James Anderson        | Gail Emms Joanne Wright         | Jonas Rasmussen Jane F. Bramsen |
| German Open         | Vladislav Druzchenko | Dong Fang       | Michael Søgaard Jim Laugesen         | Lu Ying Huang Sui               | Jonas Rasmussen Jane F. Bramsen |
| Dutch Open          | Chen Hong            | Zhou Mi         | Halim Haryanto Sigit Budiarto        | Helene Kirkegaard Rikke Olsen   | Chen Qiqiu Chen Lin             |
| Denmark Open        | Peter Gade           | Zhou Mi         | Eng Hian Flandy Limpele              | Chen Lin Jiang Xuelian          | Michael Søgaard Rikke Olsen     |
| Grand Prix Finale   | Xia Xuanze           | Zhou Mi         | Candra Wijaya Tony Gunawan           | Huang Nanyan Yang Wei           | Jens Eriksen Mette Schjoldager  |